# Sanja Bursać
Sanja Bursać Gommans (Belgrado, 10 gennaio 1990) è una pallavolista serba.
Gioca nel ruolo di schiacciatrice nel Békéscsabai.

## Carriera
La carriera di Sanja Bursać (nota con il cognome da coniugata Gommans dal 2018) inizia nelle giovanili dell'Obilić di Belgrado. Nella stagione 2005-06 esordisce nel massimo campionato serbo-montenegrino con la maglia del Poštar, che dall'annata successiva, in seguito alla separazione fra Serbia e Montenegro, disputerà la Superliga serba, vestendo la maglia del Poštar, club con il quale, in quattro stagioni, si aggiudica quattro scudetti e quattro coppe nazionali consecutive; in questo periodo fa anche parte delle nazionali giovanili serbe, in particolare con quella under 18 vince la maglia d'argento al campionato europeo 2007, esordendo poi nella nazionale maggiore nel 2009, con cui si aggiudica la medaglia d'argento all'Universiade.
Nella stagione 2009-10 si trasferisce in Francia, ingaggiata dal Le Cannet, dove resta per cinque stagioni. Per il campionato 2014-15, pur restando nella stessa divisione, passa al RC Cannes, vincendo lo scudetto 2014-15 e la Coppa di Francia 2015-16.
Nel campionato 2017-18 si trasferisce in Cina, disputando la Volleyball Super League col Guangdong, mentre in quello seguente è impegnata nel massimo campionato ungherese, ingaggiata dal Békéscsabai.

## Palmarès

### Club
- Campionato serbo-montenegrino: 1

2005-06
- Campionato serbo: 3

2006-07, 2007-08, 2008-09
- Campionato francese: 1

2014-15
- Coppa di Serbia e Montenegro: 1

2005
- Coppa di Serbia: 3

2006-07, 2007-08, 2008-09
- Coppa di Francia: 1

2015-16

### Nazionale (competizioni minori)
- Campionato europeo under 18 2007
- Universiade 2009